# Roctiau (métro léger de Charleroi)
La station Roctiau est une des stations de la ligne M5 du métro léger de Charleroi. La station est en tranchée ouverte et se trouve sur la ligne vers Châtelet. Seul le gros œuvre est construit et les finitions n'ont jamais été terminées, la station est inexploitée. 
La station dessert une zone d'habitation, le Cora de Châtelineau et la plateforme Charleroi-Châtelet.

## Histoire
Anciennement appelée Léopold la station est réalisée uniquement au stade du génie civil au début des années 1980, elle n'a jamais été achevée et exploitée à l'instar des autres stations de l'antenne de Châtelet.

## Projets
Après plusieurs années d'abandon, le projet a été relancé en 2023, et il est prévu que la ligne ainsi que la station entrent en service en janvier 2027.

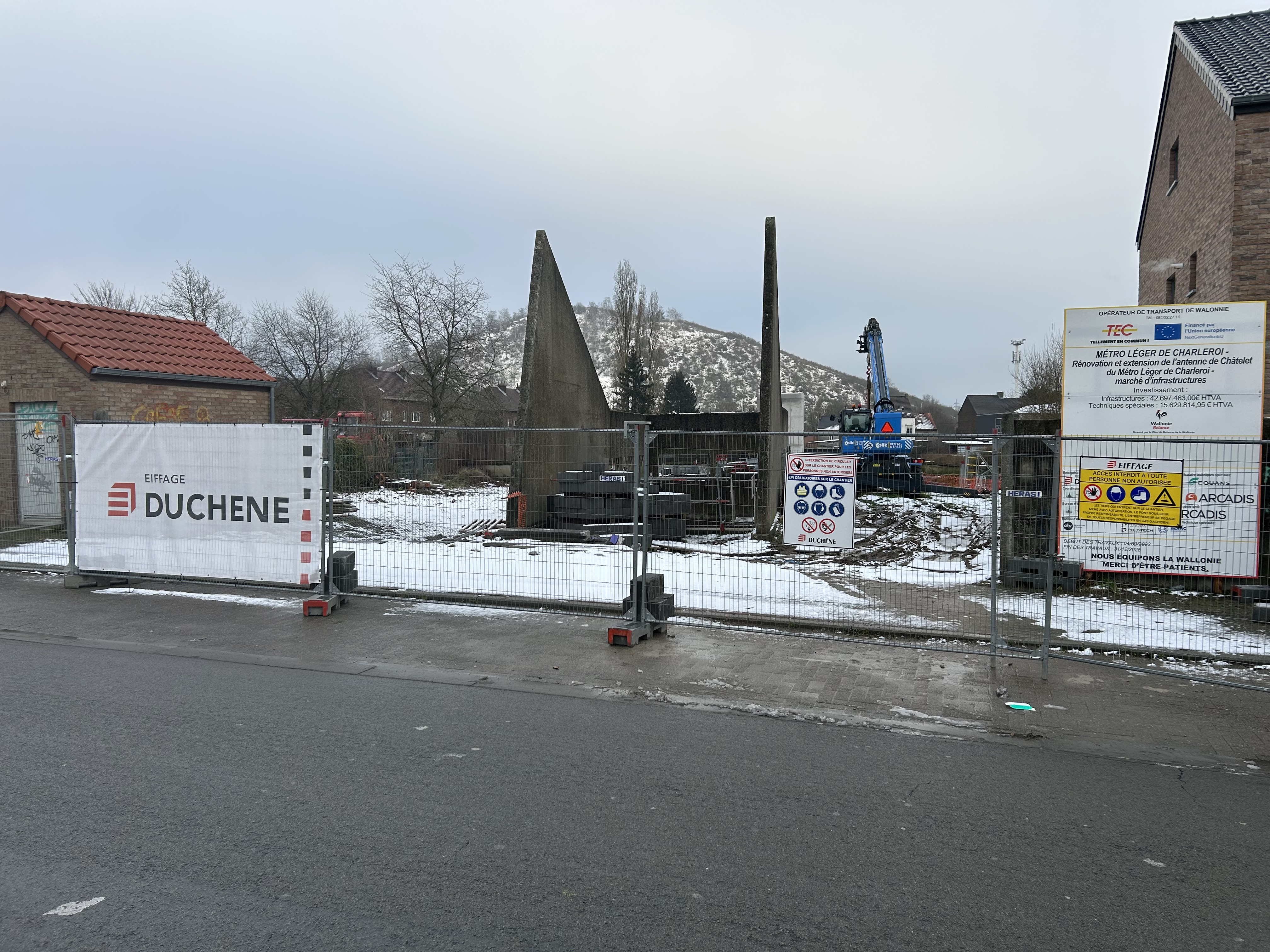
Le chantier en 2025